# 조너선 맨
조너선 맨(Jonathan Mann, 1960년 7월 16일 ~ )은 캐나다 출신의 CNN 인터내셔널 앵커이다.
조너선은 몬트리얼 태생의 캐나다계 유태인으로 프랑스어를 유창하게 구사할 수 있으며, 초등학생 때 히브리어와 이디시어를 배웠다. 토론토의 요크 대학에서 철학을 전공하였으며, 담당하는 프로그램으로는 월드 뉴스(World News)와 캠페인 트레일(Campaign Trail) 등이다.